# Uma Casa no Fim do Mundo
Uma Casa no Fim do Mundo (em inglês:  A Home at the End of the World) é um romance de 1990 do escritor norte-americano Michael Cunningham, vencedor de um Prémio Pulitzer.
A história é narrada a quatro vozes por Bobby e Jonathan (os melhores amigos de infância e que se reencontram mais tarde), Alice (mãe de Jonathan) e Clare (amiga de Jonathan quando este se muda para Nova Iorque), personagens que acompanhamos num espaço de tempo que se inicia nos anos 60 até finais dos anos 80 do século XX. O livro aborda temas polémicos tais como a AIDS, a homossexualidade, os comportamentos sexuais de risco, o amor, as relações familiares, as relações interpessoais não convencionais e outros.
Não há uma personagem que se sobreponha às restantes e cada uma, à sua maneira, constrói a história na primeira pessoa, mas em diferentes perspectivas, como a construção de um puzzle e com os quatro "eus" a desenrolar o emaranhado novelo das suas vidas.

## Adaptação cinematográfica
Michael Cunningham adaptou o seu romance em 2004 para o cinema, dando origem a um filme com o mesmo nome e com Colin Farrell no papel de Bobby, ao lado de Sissy Spacek no papel de Alice Glover e outros.